# Bernard (Nutzfahrzeughersteller)

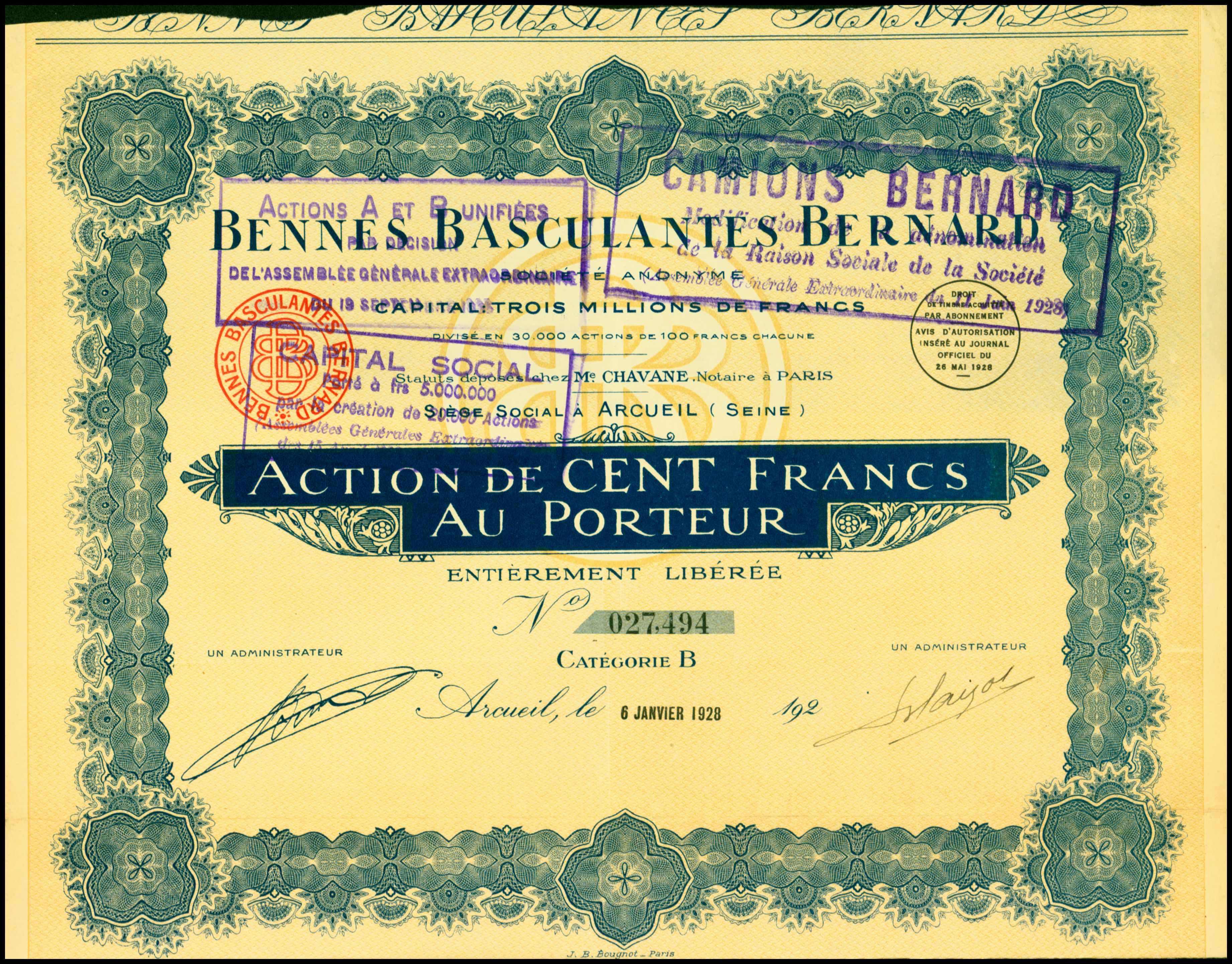
Aktie über 100 Francs der Bennes Basulantes Bernard SA vom 6. Januar 1928; Stempelaufdruck mit neuem Firmennamen "Camions Bernard"

Camions Bernard war ein französischer Nutzfahrzeug-Hersteller, der vor allem durch seine schweren Lastkraftwagen in Erinnerung geblieben ist.

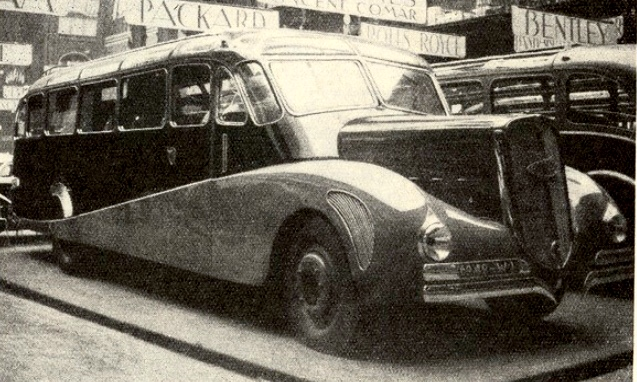
Bernard von 1938 mit 36 Sitzplätzen, Karosserie von Bessot

Das Unternehmen begann 1923 unter dem Namen «SA des Bennes Basculantes E.Bernard» in Arcueil in der Nähe von Paris mit der Herstellung von Lastwagen für 2 Tonnen Nutzlast. 1926 wurde ein Bus-Fahrgestell mit Niederrahmen und amerikanischem Motor eingeführt. 1929 wurde das Unternehmen in «Camions Bernard» umbenannt und begann mit der Produktion eigener Motoren. In der Folgezeit wurden aus dem Bus-Fahrgestell Hauben-Lastwagen verschiedener Nutzlastklassen abgeleitet. 1932 erschien bereits ein schweres Modell für 6,5 Tonnen Nutzlast, kurze Zeit später begann die Lizenzfertigung von Dieselmotoren. 1935 folgte ein für die damalige Zeit sehr schwerer dreiachsiger Lastwagen für 15 Tonnen Nutzlast. 
In der Nachkriegszeit wandte sich Bernard endgültig der ausschließlichen Herstellung von Lastwagen zu. Die Motorleistungen stiegen bis Ende der 1950er Jahre bis auf ca. 200 PS an. Die etwas ältlich wirkenden Modelle trafen Anfang der 1960er Jahre nicht mehr den Zeitgeschmack und es kam zu Produktionsrückgängen. 1963 brachte man daraufhin moderne Frontlenker auf den Markt. Der kleine Hersteller jedoch konnte sich nicht mehr recht erholen. Bernard wurde 1963 vom amerikanischen LKW-Hersteller Mack Trucks übernommen und wechselte den Namen in «Automobiles Bernard». Die Lastwagen erhielten nun Motoren und Getriebe von Mack. Dennoch musste Bernard 1966 schließen. 